# Štefanov nad Oravou
Štefanov nad Oravou je naseljeno mjesto u okrugu Tvrdošín u Žilinskom kraju u Slovačkoj.

## Stanovništvo
| Godina:     | 1993. | 2003.   | 2013.   | 2023.   |
| ----------- | ----- | ------- | ------- | ------- |
| Broj ljudi: | 569   | 603     | 653     | 696     |
| Razlika:    |       | +5,97 % | +8,29 % | +6,58 % |

| Godina:     | 2022. | 2023.   |
| ----------- | ----- | ------- |
| Broj ljudi: | 699   | 696     |
| Razlika:    |       | -0,42 % |

Prema podatcima o broju stanovnika iz 2023. godine naselje je imalo 696 stanovnika.

## Vanjske poveznice
|  | Zajednički poslužitelj ima još gradiva o temi Štefanov nad Oravou |

- Službena stranica naselja (sl.)